# Ophiothrix scotiosa
Ophiothrix scotiosa is een slangster uit de familie Ophiotrichidae.
De wetenschappelijke naam van de soort werd in 1943 gepubliceerd door Murakami.